# Amblystegium lescurii
Amblystegium lescurii là một loài rêu trong họ Amblystegiaceae. Loài này được Sull. Austin mô tả khoa học đầu tiên năm 1870.